# Daddala expressa
Daddala expressa là một loài bướm đêm trong họ Erebidae.